# Android Studio
Android Studio este un mediu de dezvoltare (engl. software development environment, sau integrated development environment - "mediu integrat de dezvoltare) pentru colaborarea cu platforma Android, anunțată pe data de 16 mai 2013 în cadrul conferinței I / O Google.
IDE este disponibil gratuit începând cu versiunea 0.1, publicată în mai 2013, apoi a trecut la testarea beta, începând cu versiunea 0.8, care a fost lansată în iunie 2014. Prima versiune stabilă 1.0 a fost lansată în decembrie 2014, apoi suportul pentru pluginul Android Development Tools (ADT) pentru Eclipse a încetat.
Android Studio este bazat pe software-ul IntelliJ IDEA de la JetBrains, este instrumentul oficial de dezvoltare a aplicațiilor Android. Acest mediu de dezvoltare este disponibil pentru Windows, OS X și Linux. Pe 17 mai 2017, la conferința anuală Google I / O, Google a anunțat asistență pentru limbajul Kotlin utilizat de Android Studio ca limbaj de programare oficial pentru platforma Android, pe lângă Java și C ++. 

## Cerințe de sistem[2]
|                                | Windows | Mac | Linux |
| ------------------------------ | --- | --- | --- |
| Sistemul de Operare (OS)       | Microsoft® Windows® 7/8/10 (32- sau 64-bit) Emulatorul Android acceptă doar Windows 64-bit.                                                    | Mac® OS X® 10.10 (Yosemite) sau o versiune mai actuală, pînă la 10.14 (macOS Mojave)                                                           | GNOME sau KDE desktop Testat pe gLinux bazat pe Debian (4.19.67-2rodete2).                                                                     |
| Memorie cu acces aleator (RAM) | Minim: 4 GB RAM; Recomandat: 8 GB RAM. | Minim: 4 GB RAM; Recomandat: 8 GB RAM. | Minim: 4 GB RAM; Recomandat: 8 GB RAM. |
| Spațiu liber pe disc           | Spațiu liber pe disc minim necesar: 2GB; Recomandat: 4 GB (500 MB pentru IDE + 1.5 GB pentru Android SDK și imaginea sistemului emulatorului). | Spațiu liber pe disc minim necesar: 2GB; Recomandat: 4 GB (500 MB pentru IDE + 1.5 GB pentru Android SDK și imaginea sistemului emulatorului). | Spațiu liber pe disc minim necesar: 2GB; Recomandat: 4 GB (500 MB pentru IDE + 1.5 GB pentru Android SDK și imaginea sistemului emulatorului). |
| Versiunea minimă a JDK         | Java Development Kit 8 | Java Development Kit 8 | Java Development Kit 8 |
| Rezoluția minimă a ecranului   | 1280 x 800 | 1280 x 800 | 1280 x 800 |

Dincolo de cerințele de bază ale aplicației Android Studio, Emulatorul Android are cerințe suplimentare care sunt descrise mai jos:
- SDK Tools 26.1.1 sau o versiune mai actuală;
- Procesor cu arhitectura 64-bit;
- Windows: CPU cu suport UG (unrestricted guest);
- HAXM 6.2.1 sau o versiune mai actuală (este recomandat HAXM 7.2.0 sau o versiune mai actuală).

Utilizarea accelerației hardware are cerințe suplimentare pentru Windows și Linux:
- Intel procesor în cazul sistemelor de operare Windows sau Linux: Intel procesor cu sprijin pentru Intel VT-x, Intel EM64T (Intel 64), și funcționalitatea Execute Disable (XD) Bit;
- AMD procesor în cazul sistemei de operare Linux: AMD procesor cu sprijin pentru AMD Virtualization (AMD-V) și Supplemental Streaming SIMD Extensions 3 (SSSE3);
- AMD procesor în cazul sistemei de operare Windows: Android Studio 3.2 sau o versiune mai actuală și Windows 10 April 2018 release sau o versiune mai ctuală pentru funcționalitatea Windows Hypervisor Platform (WHPX).

Pentru a lucra cu Android 8.1 (API level 27) și cu imagini de sistem mai superioare, camera web atașată trebuie să aibă rezoluția de 720p.

## Istoria versiunilor
Mai jos este o listă cu principalele versiuni ale lui Android Studio:
| Versiunea | Data lansării   |
| --------- | --------------- |
| 0.1.x     | Mai 2013        |
| 0.2.x     | Iulie 2013      |
| 0.3.2     | Octombrie 2013  |
| 0.4.2     | Ianuarie 2014   |
| 0.4.6     | Martie 2014     |
| 0.5.2     | Mai 2014        |
| 0.8.0     | Iunie 2014      |
| 0.8.6     | August 2014     |
| 0.8.14    | Octombrie 2014  |
| 1.0       | Decembrie 2014  |
| 1.0.1     | Decembrie 2014  |
| 1.1.0     | Februarie 2015  |
| 1.2.0     | Aprilie 2015    |
| 1.2.1     | Mai 2015        |
| 1.2.2     | Iunie 2015      |
| 1.3.0     | Iulie 2015      |
| 1.3.1     | August 2015     |
| 1.3.2     | August 2015     |
| 1.4.0     | Septembrie 2015 |
| 1.4.1     | Octombrie 2015  |
| 1.5.0     | Noiembrie 2015  |
| 1.5.1     | Decembrie 2015  |
| 2.0.0     | Aprilie 2016    |
| 2.1.0     | Aprilie 2016    |
| 2.1.1     | Mai 2016        |
| 2.1.2     | Iulie 2016      |
| 2.1.3     | August 2016     |
| 2.2.0     | Martie 2016     |
| 2.2.1     | Octombrie 2016  |
| 2.2.2     | Octombrie 2016  |
| 2.2.3     | Decembrie 2016  |
| 2.3.0     | Martie 2017     |
| 2.3.1     | Aprilie 2017    |
| 2.3.2     | Aprilie 2017    |
| 2.3.3     | Iunlie 2017     |
| 3.0       | Octombrie 2017  |
| 3.1       | Martie 2018     |
| 3.2       | Septembrie 2018 |
| 3.3       | Ianuarie 2019   |
| 3.4       | Aprilie 2019    |
| 3.5       | August 2019     |